# Нижнебезымянский
Нижнебезымянский — хутор в Урюпинском районе Волгоградской области России, в составе Добринского сельского поселения. Расположен на правом берегу реки Хопёр.
Население — 10 (2010)

## История
Дата основания не установлена. Хутор относился к юрту станицы Добринской Хопёрского округа Земли Войска Донского (с 1870 — Область Войска Донского). В 1859 году на хуторе проживало 118 мужчин и 140 женщин.
В 1921 году включён в состав Царицынской губернии. С 1928 года — в составе Урюпинского района Хопёрского округа (упразднён в 1930 году) Нижне-Волжского края (с 1934 года — Сталинградского края). В 1935 году включён в состав Добринского района Сталинградского края (с 1936 года Сталинградской области, с 1961 года — Волгоградской области). Вновь передан в состав Урюпинского района в 1963 году.

## География
Хутор находится в лесостепи, в пределах Калачской возвышенности, являющейся частью Восточно-Европейской равнины, в балке Безымянке (правый приток реки Хопёр), на высоте около 100 метров над уровнем моря. Рельеф местности холмисто-равнинный. Почвы — чернозёмы обыкновенные.
По автомобильным дорогам расстояние до районного центра города Урюпинска составляет 24 км, до областного центра города Волгоград — 350 км.
Часовой пояс
Нижнебезымянский, как и вся Волгоградская область, находится в часовой зоне МСК (московское время). Смещение применяемого времени относительно UTC составляет +3:00.

## Население
Динамика численности населения по годам:
| 1859 | 1873 | 1989 | 2002 |
| ---- | ---- | ---- | ---- |
| 258  | 235  | ≈190 | 23   |

| 2010 |
| ---- |
| 10   |